# Plagiostigmella clypeata
Plagiostigmella clypeata är en svampart som beskrevs av Petr. 1949. Plagiostigmella clypeata ingår i släktet Plagiostigmella, divisionen sporsäcksvampar och riket svampar.   Inga underarter finns listade i Catalogue of Life.